# Chimonobambusa damingshanensis
Chimonobambusa damingshanensis är en gräsart som beskrevs av Chi Ju Hsueh och W.P.Zhang. Chimonobambusa damingshanensis ingår i släktet Chimonobambusa och familjen gräs. Inga underarter finns listade i Catalogue of Life.